# Superserien 2021
La Superserien 2021 è la 37ª edizione del campionato di football americano di primo livello, organizzato dalla SAFF.
Il 20 aprile è stato annunciato che a causa del perdurare della pandemia di COVID-19 del 2019-2021 l'inizio del campionato sarebbe stato rinviato alla settimana 21 (29-30 maggio). L'avvio è stato successivamente spostato al 12 giugno in formato ridotto

## Squadre partecipanti
| Club                    | Città     | Stadio | Sponsor ufficiale | Risultato nella stagione 2020 |
| ----------------------- | --------- | ------ | ----------------- | ----------------------------- |
| Carlstad Crusaders      | Karlstad  |        |                   |                               |
| Örebro Black Knights    | Örebro    |        |                   |                               |
| Stockholm Mean Machines | Stoccolma |        |                   |                               |
| Uppsala 86ers           | Uppsala   |        |                   |                               |

## Stagione regolare

### Calendario

#### Prima versione

##### 1ª giornata
| Örebro 1º maggio 2021, ore 15:30 | Örebro Black Knights | – | Carlstad Crusaders | Behrn Arena |

| Uppsala 2 maggio 2021, ore 15:00 | Uppsala 86ers | – | Stockholm Mean Machines | Lötens IP |

##### 2ª giornata
| Karlstad 8 maggio 2021, ore 17:00 | Carlstad Crusaders | – | Stockholm Mean Machines | Tingvalla IP |

##### 3ª giornata
| Uppsala 15 maggio 2021, ore 15:00 | Uppsala 86ers | – | Carlstad Crusaders | Lötens IP |

| 15-16 maggio 2021 | Stockholm Mean Machines | – | Örebro Black Knights |  |

##### 4ª giornata
| Örebro 29 maggio 2021, ore 15:30 | Örebro Black Knights | – | Stockholm Mean Machines | Behrn Arena |

| Karlstad 29 maggio 2021, ore 17:00 | Carlstad Crusaders | – | Uppsala 86ers | Tingvalla IP |

##### 5ª giornata
| Örebro 5 giugno 2021, ore 15:00 | Örebro Black Knights | – | Uppsala 86ers | Behrn Arena |

| 5-6 giugno 2021 | Stockholm Mean Machines | – | Carlstad Crusaders |  |

##### 6ª giornata
| Uppsala 12 giugno 2021, ore 15:00 | Uppsala 86ers | – | Örebro Black Knights | Lötens IP |

##### 7ª giornata
| Karlstad 19 giugno 2021, ore 16:00 | Carlstad Crusaders | – | Örebro Black Knights | Tingvalla IP |

| 19-20 giugno 2021 | Stockholm Mean Machines | – | Uppsala 86ers |  |

#### Versione definitiva

##### 1ª giornata
| Stoccolma 12 giugno 2021, ore 15:00 | Stockholm Mean Machines | 26 – 22 (12-7 0-7 14-0 0-8) referto | Carlstad Crusaders | Zinkensdamms Idrottsplats (341 spett.) |

| Uppsala 12 giugno 2021, ore 15:00 | Uppsala 86ers | 0 – 49 (0-14 0-21 0-7 0-7) referto | Örebro Black Knights | Lötens IP (100 spett.)\| Arbitro: \| Mandoki \| |
| Arbitro:                          | Mandoki       |                                    |                      |                                                 |

##### 2ª giornata
| Karlstad 19 giugno 2021, ore 15:00 | Carlstad Crusaders | 55 – 0 (28-0 14-0 7-0 6-0) referto | Uppsala 86ers | Tingvalla IP (0 spett.)\| Arbitro: \| Mandoki \| |
| Arbitro:                           | Mandoki            |                                    |               |                                                  |

| Örebro 19 giugno 2021, ore 15:00 | Örebro Black Knights | 33 – 20 (7-0 19-12 0-8 7-0) referto | Stockholm Mean Machines | Behrn Arena (0 spett.)\| Arbitro: \| J. Batzler \| |
| Arbitro:                         | J. Batzler           |                                     |                         |                                                    |

##### 3ª giornata
| Karlstad 24 giugno 2021, ore 19:00 | Carlstad Crusaders | 34 – 27 (21-21 0-6 7-0 6-0) referto | Örebro Black Knights | Tingvalla IP (500 spett.)\| Arbitro: \| Mandoki \| |
| Arbitro:                           | Mandoki            |                                     |                      |                                                    |

| Stoccolma 24 giugno 2021, ore 19:00 | Stockholm Mean Machines | 41 – 0 (14-0 21-0 6-0 0-0) referto | Uppsala 86ers | Zinkensdamms Idrottsplats (0 spett.) |

### Classifica
La classifica della regular season è la seguente:
- PCT = percentuale di vittorie, G = partite giocate, V = partite vinte, P = partite perse, PF = punti fatti, PS = punti subiti

| Pos. | Squadra                 | PCT  | G | V | N | P | PF  | PS  |
| ---- | ----------------------- | ---- | - | - | - | - | --- | --- |
| 1    | Örebro Black Knights    | .667 | 3 | 2 | 0 | 1 | 109 | 54  |
| 2    | Stockholm Mean Machines | .667 | 3 | 2 | 0 | 1 | 87  | 55  |
| 3    | Carlstad Crusaders      | .667 | 3 | 2 | 0 | 1 | 111 | 53  |
| 4    | Uppsala 86ers           | .000 | 3 | 0 | 0 | 3 | 0   | 145 |

## Playoff

### Tabellone
|  | Semifinali | Semifinali              | Semifinali              |                         |    | XXXV SM-Finalen      | XXXV SM-Finalen      | XXXV SM-Finalen |  |
|  |            |                         |                         |                         |    |                      |                      |                 |  |
|  |            |                         |                         |                         |    | Örebro Black Knights | Örebro Black Knights | 28              |  |
|  |            |                         |                         |                         |    | Örebro Black Knights | Örebro Black Knights | 28              |  |
|  |            |                         | Stockholm Mean Machines | Stockholm Mean Machines | 14 |                      |                      |                 |  |
|  | 3          | Carlstad Crusaders      | Stockholm Mean Machines | Stockholm Mean Machines | 14 | 14                   |                      |                 |  |
|  | 3          | Carlstad Crusaders      |                         |                         |    |                      |                      |                 |  |
|  | 2          | Stockholm Mean Machines | 16                      |                         |    |                      |                      |                 |  |

### Semifinali
| Karlstad 3 luglio 2021, ore 15:00 | Carlstad Crusaders | 14 – 16 (0-0 7-10 0-6 7-0) referto | Stockholm Mean Machines | Tingvalla IP (0 spett.)\| Arbitro: \| Mandoki \| |
| Arbitro:                          | Mandoki            |                                    |                         |                                                  |

### XXXVI SM-Finalen
| Arbitri: | Mandoki Eliason Hellgren Haglund Dahlin Daniel Sjoholm Edling |

| |           | |
| Lindéus 0':51" Q2 (TD) 25yd pass from Vasey 9':36" Q3 (TD) 9yd run J. Palmborg Q3 (tpc) pass from Vasey H. Gertsson 0':40" Q3 (TD) 71yd pass from Vasey J. Cafferky jr. Q3 (pat) Lindéus 5':50" Q4 (TD) 41yd pass from Vasey J. Cafferky jr. Q4 (pat) | Marcatori | D. Dobrolevski 5':58" Q2 (TD) 12yd pass from Retzlaff Gavelin-Miranda Q2 (pat) Göransson 6':09" Q3 (TD) 6yd run Gavelin-Miranda Q3 (pat) |

## Verdetti
- Örebro Black Knights Campioni della Svezia 2021 (1º titolo)

## Marcatori
| Giocatore       | Sq.                     | TD rush | TD recv | TD int | TD p.ret | TD k.ret | TD oth | Xp1  | Xp2 | FG  | Saf | Totale |
| --------------- | ----------------------- | ------- | ------- | ------ | -------- | -------- | ------ | ---- | --- | --- | --- | ------ |
| Jo. Lindéus     | Örebro Black Knights    | 0+0     | 7+2     | 0+0    | 0+0      | 0+0      | 0+0    | 0+0  | 0+0 | 0+0 | 0+0 | 54     |
| J. Bergwall     | Carlstad Crusaders      | 0       | 6       | 0      | 0        | 0        | 0      | 0    | 0   | 0   | 0   | 36     |
| S. Stepovic     | Carlstad Crusaders      | 2+0     | 2+2     | 0+0    | 0+0      | 0+0      | 0+0    | 0+0  | 0+0 | 0+0 | 0+0 | 36     |
| Retzlaff        | Stockholm Mean Machines | 0+1     | 4+0     | 0+0    | 0+0      | 0+0      | 0+0    | 0+0  | 1+0 | 0+0 | 0+0 | 32     |
| Westin          | Stockholm Mean Machines | 3+1     | 0+0     | 0+0    | 0+0      | 0+0      | 0+0    | 0+0  | 0+0 | 0+0 | 0+0 | 24     |
| Wetterberg      | Örebro Black Knights    | 0       | 3       | 0      | 0        | 0        | 0      | 0    | 0   | 0   | 0   | 18     |
| J. Cafferky jr. | Örebro Black Knights    | 0+0     | 0+0     | 0+0    | 0+0      | 0+0      | 0+0    | 13+2 | 0+0 | 0+0 | 0+0 | 15     |
| N. Johansson    | Carlstad Crusaders      | 0+0     | 0+0     | 0+0    | 0+0      | 0+0      | 0+0    | 13+2 | 0+0 | 0+0 | 0+0 | 15     |
| D. Dobrolevski  | Stockholm Mean Machines | 0+0     | 1+1     | 0+0    | 0+0      | 0+0      | 0+0    | 0+0  | 0+0 | 0+0 | 0+0 | 12     |
| Egbert          | Örebro Black Knights    | 0       | 2       | 0      | 0        | 0        | 0      | 0    | 0   | 0   | 0   | 12     |
| H. Gertsson     | Örebro Black Knights    | 0+0     | 1+1     | 0+0    | 0+0      | 0+0      | 0+0    | 0+0  | 0+0 | 0+0 | 0+0 | 12     |
| D. John         | Stockholm Mean Machines | 1       | 0       | 1      | 0        | 0        | 0      | 0    | 0   | 0   | 0   | 12     |
| Vasey           | Örebro Black Knights    | 1+1     | 0+0     | 0+0    | 0+0      | 0+0      | 0+0    | 0+0  | 0+0 | 0+0 | 0+0 | 12     |
| Gavelin-Miranda | Stockholm Mean Machines | 0+0     | 0+0     | 0+0    | 0+0      | 0+0      | 0+0    | 5+3  | 0+0 | 0+1 | 0+0 | 11     |
| Morovick        | Carlstad Crusaders      | 1       | 0       | 0      | 0        | 0        | 0      | 0    | 1   | 0   | 0   | 8      |
| Blomgren        | Stockholm Mean Machines | 0       | 1       | 0      | 0        | 0        | 0      | 0    | 0   | 0   | 0   | 6      |
| Göransson       | Stockholm Mean Machines | 0+1     | 0+0     | 0+0    | 0+0      | 0+0      | 0+0    | 0+0  | 0+0 | 0+0 | 0+0 | 6      |
| Johnsson        | Carlstad Crusaders      | 0       | 1       | 0      | 0        | 0        | 0      | 0    | 0   | 0   | 0   | 6      |
| Jönsson         | Örebro Black Knights    | 1       | 0       | 0      | 0        | 0        | 0      | 0    | 0   | 0   | 0   | 6      |
| Knoblauch       | Stockholm Mean Machines | 1       | 0       | 0      | 0        | 0        | 0      | 0    | 0   | 0   | 0   | 6      |
| Landström       | Carlstad Crusaders      | 0       | 1       | 0      | 0        | 0        | 0      | 0    | 0   | 0   | 0   | 6      |
| D. Lewis        | Carlstad Crusaders      | 0       | 0       | 0      | 1        | 0        | 0      | 0    | 0   | 0   | 0   | 6      |
| J. Olsson       | Carlstad Crusaders      | 0       | 1       | 0      | 0        | 0        | 0      | 0    | 0   | 0   | 0   | 6      |
| E. Ostlund      | Carlstad Crusaders      | 1       | 0       | 0      | 0        | 0        | 0      | 0    | 0   | 0   | 0   | 6      |
| Wedberg         | Örebro Black Knights    | 1       | 0       | 0      | 0        | 0        | 0      | 0    | 0   | 0   | 0   | 6      |
| Lindelöf        | Stockholm Mean Machines | 0       | 0       | 0      | 0        | 0        | 0      | 0    | 1   | 0   | 0   | 2      |
| J. Palmborg     | Örebro Black Knights    | 0+0     | 0+0     | 0+0    | 0+0      | 0+0      | 0+0    | 0+1  | 0+0 | 0+0 | 0+0 | 1      |

- Miglior marcatore della stagione regolare: Lindéus ( Örebro Black Knights), 42
- Miglior marcatore dei playoff: Lindéus ( Örebro Black Knights) e S. Stepovic ( Carlstad Crusaders), 12
- Miglior marcatore della stagione: Lindéus ( Örebro Black Knights), 54

## Passer rating
La classifica tiene in considerazione soltanto i quarterback con almeno 10 lanci effettuati.
| Giocatore | Sq.                     | G   | Att    | Comp  | Int | Yds     | TD   | NFL     | NCAA   |
| --------- | ----------------------- | --- | ------ | ----- | --- | ------- | ---- | ------- | ------ |
| P. Smith  | Stockholm Mean Machines | 1   | 10     | 9     | 0   | 125     | 2    | 158,33  | 261,00 |
| Morovick  | Carlstad Crusaders      | 3+1 | 83+36  | 54+23 | 0+1 | 867+266 | 11+2 | 128,59  | 179,05 |
| Vasey     | Örebro Black Knights    | 3+1 | 102+34 | 59+17 | 3+1 | 929+288 | 12+3 | 1150,45 | 161,56 |
| Hunchak   | Stockholm Mean Machines | 2   | 47     | 25    | 3   | 346     | 5    | 85,95   | 137,37 |
| Retzlaff  | Stockholm Mean Machines | 1+2 | 2+23   | 0+18  | 0+1 | 0+154   | 0+1  | 84,42   | 128,94 |
| G. Bowall | Uppsala 86ers           | 3   | 68     | 28    | 6   | 271     | 0    | 16,24   | 57,01  |

- Miglior QB della stagione regolare: P. Smith ( Stockholm Mean Machines), 261,00
- Miglior QB dei playoff: Vasey ( Örebro Black Knights), 144,39
- Miglior QB della stagione: P. Smith ( Stockholm Mean Machines), 261,00